# Chaetocnema chlorophana
Chaetocnema chlorophana es un coleóptero de la familia Chrysomelidae. Fue descrita científicamente en 1825 por Duftschmid.